# Melinaea mneme
Espèce
Melinaea mneme est une espèce d'insectes lépidoptères (papillons) appartenant à la famille des Nymphalidae, à la sous-famille des Danainae et au genre Melinaea.

## Dénomination
Melinaea  mneme a été décrit en 1763 par le naturaliste suédois Carl von Linné sous le nom de Papilio mneme 

### Nom vernaculaire
Melinaea mneme se nomme en anglais Mneme Tigerwing ou Mneme Clearwing,.

## Taxinomie
Sous-espèces.
- Melinaea mneme mneme présent en Guyane, Guyana, au Surinam
- Melinaea mneme mauensis Weymer, 1891 ; présent au Brésil.
- Melinaea mneme ssp. au Venezuela
- Melinaea mneme ssp. au Brésil (Rondônia)[4].

## Description
Melinaea mneme est un grand papillon  de couleur orange, marron et jaune. Les ailes antérieures sont orange tachées de marron avec l'apex marron  marqué d'une ligne submarginale de taches jaune et séparé par une barre de taches jaune coalescentes. Les ailes postérieures sont marron avec une barre orange.
Le revers présente une ligne submarginale de points blancs aux ailes antérieures et aux ailes postérieures.

## Écologie et distribution
Melinaea mneme est présent en Guyane, Guyana, au Surinam, au Brésil et au Venezuela.

### Biotope
Melinaea mneme réside en forêt tropicale.

### Protection
Pas de statut de protection particulier.